# Springs (Sudafrica)
Springs è una città del Sudafrica, situata nella provincia di Gauteng.